# Telmatoscopus colorbrina
Telmatoscopus colorbrina är en tvåvingeart som beskrevs av Quate 1967. Telmatoscopus colorbrina ingår i släktet Telmatoscopus och familjen fjärilsmyggor. Inga underarter finns listade i Catalogue of Life.